# Голованов, Виктор Сергеевич
Виктор Сергеевич Голованов (4 ноября 1917 года, д. Всходы, Серпуховской район — 22 января 2001 года, Москва) — советский государственный деятель, инженер. Председатель ВО «Технопромэкспорт», заместитель Председателя Государственного комитета СССР по внешним экономическим связям.

## Биография
В 1938 году окончил Московский государственный вечерний металлургический институт при Московском металлургическом заводе «Серп и Молот».
- 1931—1933 — с 14 лет работал в мартеновском цеху металлургического завода «Серп и Молот».
- 1933—1938 — студент Московского государственного вечернего металлургического института при заводе «Серп и Молот».
- 1938—1945 — мастер, заместитель начальника цеха, начальник цеха завода «Серп и Молот» (во время войны выпускали легендарные «Катюши»).
- 1945—1946 — направлен на работу в Германию.
- 1946—1952 — директор оборонного завода.
- 1952—1953 — учёба в Академии Внешней Торговли.
- 1953—1955 — сотрудник торгового представительства СССР в Польше.
- 1955—1960 — торговый представитель СССР в Афганистане.
- 1960—1968 — председатель Внешнеэкономического объединения «Технопромэкспорт».
- 1968—1975 — торговый представитель СССР в Иране.
- 1975—1987 — начальник Главного Управления поставок, заместитель Председателя Государственного комитета СССР по внешним экономическим связям.
- С 1987 года персональный пенсионер союзного значения.

## Награды
- ордена Ленина
- орден Отечественной войны II степени
- ордена Трудового Красного Знамени

## Семья
- Отец — Сергей Георгиевич Голованов (1890—1956), работал в Министерстве путей сообщения.
- Мать — Ксения Николаевна Голованова (Шапошникова)
- Жена — Ирина Васильевна Морозова, троюродная сестра актрисы театра и кино Соколовой Л. С.
- Дочь — Алла, была замужем за дипломатом Владимиром Алексеевичем Богомоловым (1943—2012)